# ブルー・ワシントン
エドガー・"ブルー"・ワシントン（Edgar "Blue" Washington、1898年2月12日 - 1970年9月15日）は、アメリカ合衆国の俳優、元野球選手。
数年間にわたって投手や一塁手としてニグロリーグのシカゴ・アメリカン・ジャイアンツやカンザスシティ・モナークスの選手でもあった。
1919年から1957年にかけて、74本の映画に出演した。1933年の映画『金塊争奪』では、主演のジョン・ウェインと共演するコミカルな助演者としてクラレンス (Clarence) 役を演じた。

## おもなフィルモグラフィ
- Haunted Spooks (1920)
- A Virginia Courtship (1921)
- ブラッド・シップ The Blood Ship (1927)
- 蠢く影 By Whose Hand? (1927)
- Wyoming (1928)
- Ransom (1928)
- 与太捕物記 Do Your Duty (1928)
- 人生の乞食 Beggars of Life (1928)
- 黒旋風 Black Magic (1929)
- 危険大歓迎 Welcome Danger (1929)
- Parade of the West (1930)
- 馬上の勇姿 Lucky Larkin (1930)
- お転婆キキ Kiki (1931)
- 金塊争奪 en:Haunted Gold (1933)
- It Happened in Flatbush (1942)
- ハスラー The Hustler (1961)